# Надашди, Ференц Паулаи
Фе́ренц На́дашди (венг.  Nádasdy Ferenc, полное имя — Фе́ренц Па́улаи де На́дашди-Фо́гараш; нем. Franz de Paula Nádasdy; 3 марта 1785, Австро-Венгрия — 22 июля 1851, Калоча, Австро-Венгрия) — венгерский граф с титулом Фогараш, католический прелат, епископ Ваца с 17 ноября 1823 года по 24 ноября 1845 год, архиепископ Калочи с 24 ноября 1845 года по 22 июля 1851 год.

## Биография
5 августа 1806 года Ференц Надашди был рукоположён в сан диакона, 7 марта 1807 августа его рукоположили в священника.
7 марта 1823 года австро-венгерские власти назначили Ференца Надашди епископом Ваца. 17 ноября 1823 Римский папа Лев XII утвердил это назначение. 8 февраля 1824 года состоялось рукоположение Ференца Надашди в епископа, которое совершил архиепископ Эстергома архиепископ Шандор Руднаи Дивекуйфалуши.
В 1827 году был назначен тайным советником.
15 марта 1852 года Римский папа Григорий XVI назначил Ференца Надашди архиепископом Калочи.
Скончался 22 июля 1851 года в городе Калоча.

## Награды
5 сентября 1838 года был награждён Большим крестом ордена Леопольда.